# Тарб
Тарб (фр. Tarbes, окс. Tarba) — административный центр департамента Верхние Пиренеи, Франция. Расположен чуть севернее Лурда и испанской границы. Население — 45 613 жителей (2009).
Тарб был важным центром уже при римлянах, затем им владели вестготы и арабы. С X века столица графства Бигор. Разорён во время Столетней войны англичанами, затем во время Религиозных войн. Герцог Веллингтон разгромил французов у Тарба в 1814 г. В Тарбе родились писатель Теофиль Готье и маршал Фош. 
Главная достопримечательность — созданный при Луи-Филиппе сад Масси, в который из разрушенной обители Сент-Северан-де-Рустан был перенесён монастырский двор XIV века. Раньше здесь были большие кавалерийские казармы. Конский завод и большой скаковой ипподром (известные по всей Франции скачки).

## Интересные факты
- Тарб Жесп Бигор — женский баскетбольный клуб, базирующийся в городе.

## Тарб в искусстве
- В отличие от исторического Д'Артаньяна, происходившего из Жера, персонаж Д'Артаньяна в «Трех мушкетерах» Александра Дюма происходит из Тарба.

## Известные уроженцы
- Фердина́нд Фош (1851— 1929) — французский военный деятель, военный теоретик. Французский военачальник времён Первой мировой войны, маршал Франции.
- Пьер Эммануэль Феликс Шазал (1808—1892) — бельгийский военачальник, государственный и политический деятель, генерал.

## Города-побратимы
Уэска, Испания (8 августа 1964)